# Atubaria heterolopha
Atubaria heterolopha är en djurart som tillhör fylumet svalgsträngsdjur, och som beskrevs av Sato 1935. Atubaria heterolopha ingår i släktet Atubaria och familjen Atubaridae. Inga underarter finns listade i Catalogue of Life.